# 維奇苗圃
維奇苗圃（Veitch Nurseries）是19世纪欧洲最大的家族经营苗圃。1808年早些时候，约翰·维奇创建了维奇苗圃。短短的几十年间维奇苗圃迅速发展壮大，最终被分拆为两个独立的公司，分别位于切尔西和埃克塞特，这两者不能作为一个整体运作。维多利亚时代的众多植物采集者都就职于维奇家族，包括托马斯·洛布和威廉·洛布。
威廉·杰克逊·胡克对“Verticordia nitens”的描述中提到，维奇苗圃可为该描述提供一份标本。
在第一次世界大战爆发前，维奇苗圃就已引入栽培了1281种从前未知或新培育出的品种。其中包括498种温室植物，232种兰花，153种落叶乔木、灌木和攀缘植物，122种草本植物，118种蕨类植物，72种常绿植物攀缘植物，49种针叶树，及37种球茎植物。接下来的几年，植物种类的数量不断增加。维奇苗圃主要因其栽培的兰花而著名，但同时也因几种著名的猪笼草而出名，如马来王猪笼草（Nepenthes rajah）和诺斯猪笼草（Nepenthes northiana）。其中的维奇猪笼草（N. veitchii）即得名于维奇世家。
切尔西公司的业务终止于1914年，埃克塞特公司由彼得·维奇和她女儿米尔德里德·维奇继续经营。1969年她把维奇苗圃卖给了圣·布里奇特苗圃。其作为一个独立公司继续经营了20年，但现已成为圣·布里奇特苗圃下的一个不再运作的子公司。

## 扩展阅读
- Veitch Heritage (Garden) in Exeter
- Veitch Nurseries on www.caradocdoy.co.uk （页面存档备份，存于）
- Article on John Gould Veitch (1839 - 1870)